# کاریپی
کاریپی (به اسپانیایی: Caripe) یک شهر در ونزوئلا است که در Caripe واقع شده‌است. کاریپی ۸۰۰ متر بالاتر از سطح دریا واقع شده‌است.